# كريستيان مولر (كاتب)
كريستيان مولر هو طبيب نفسي وكاتب سويسري، ولد في 11 أغسطس 1921 في Münsingen ‏ في سويسرا، وتوفي في 29 مارس 2013 في برن في سويسرا.